# الرجل قرب الشاطئ (فلم 1993)
الرجل قرب الشاطئ (بالفرنسية: L'Homme sur les quais) هو فيلم دراما هايتي-فرنسي صدر عام 1993 من بطولة جنيفر زوبار، وإخراج راؤول بيك. شارك الفيلم في الدورة الرابعة والستين لمهرجان كان السينمائي الدولي عام 1993، ورُشح لجائزة السعفة الذهبية لأفضل فيلم ولكنه لم يفز. تم تمويل الفيلم من كندا وفرنسا. أصدرته مجموعة كاي جاي إم 3 للترفيه وهي شركة توزيع أفلام مستقلة.

## قصة الفيلم
في الستينيات لم تكن الحياة في هايتي شيء سهل إلا إذا كنت تنتمي إلى الطبقة الحاكمة أو عائلة الديكتاتور أو أصدقاء العائلة. كان عهد فرانسوا دوفالييه قاسٍ ووحشي وأي انحراف عن القاعدة يعاقب عليه بالموت أو التعذيب. تشاهد فتاة صغيرة وحشية «التونتون ماكوت» (الشرطة السرية الخاصة والميليشيا التي استخدمتها فرانسوا دوفالييه في ترويع الهايتيين لمدة 29 عاماً). وهي لا تفهم تداعيات كل ما تراه، ولكن من خلال معانات عمتها وخوفها واعتقالها في النهاية، تدرك الفتاة أن الحياة من حولها ليست جيدة وأن هناك الكثير من الحزن والأسى أيضا.

## طاقم التمثيل
| - جينيفر زوبار بدور سارة - توتو بيسانث بدور كميل ديسوريير - باتريك رامو بدور جراسيو سوريل - جان ميشيل مارتيال بدور جانفييه | - ميراي ميتيلوس بدور العمة إيليد - ماغالي بيردي بدور ميرابيل - يوهان ديجان بدور جان - دوفيلين سانت لويس بدور سابين | - فرانسوا لاتور بدور فرانسوا جانسون - ألو أوغست جوديث بدور جيزيل جينزسون - ألبرت دلبي بدور أسد - ميشيل مارسيلين بدور السيدة جانفييه | - نورا موريكو بدور آني سارة - فريتزنر سيدون بدور نازير - ميشيل ليجر بدور مير سوزان - آن ميجيا بدور مير سيفيرين |

## روابط خارجية
- مقالات تستعمل روابط فنية بلا صلة مع ويكي بيانات